# 56. vestlige længdekreds
Den 56. vestlige længdekreds (eller 56 grader vestlig længde) er en længdekreds, der ligger 56 grader vest for nulmeridianen. Den løber gennem Ishavet, Nordamerika, Atlanterhavet, Sydamerika, det Sydlige Ishav og Antarktis.